# 雷科
雷科（義大利語：Recco） ，是意大利热那亚省的一个市镇。总面积9.67平方公里，人口10210人，人口密度1055.8人/平方公里（2009年）。ISTAT代码为010047。

## 友好城市
- 義大利蓬泰迪莱尼奥